# کالیهاتی
کالیهاتی (به لاتین: Kalihati) یک منطقهٔ مسکونی در بنگلادش است که در ناحیه تانگیل واقع شده‌است. کالیهاتی ۳۰۱٫۲۲ کیلومتر مربع مساحت و ۴۱۰٬۲۹۳ نفر جمعیت دارد.